# Simón Vicente

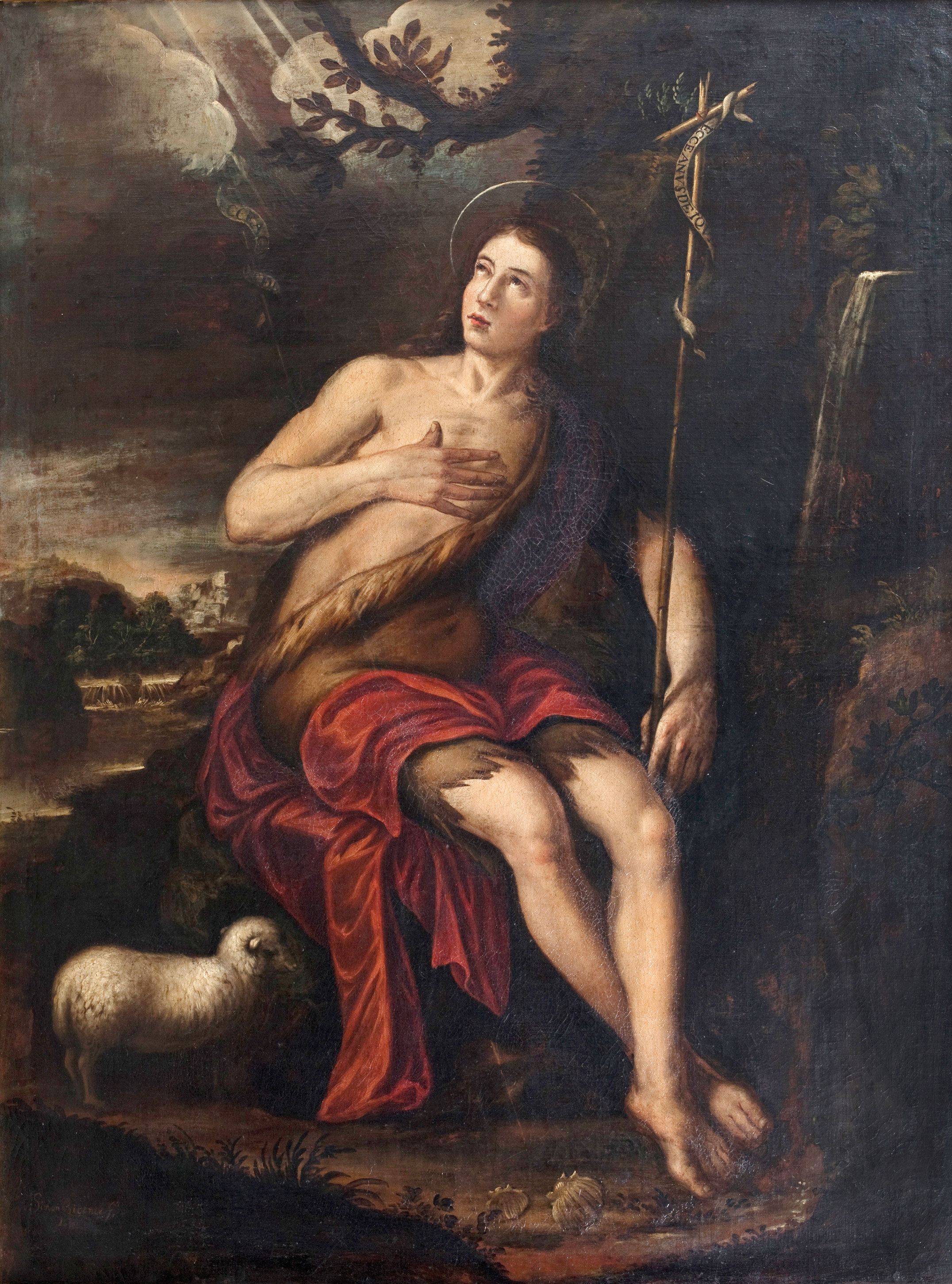
San Juan Bautista, firmado Simon Bicente / fa. 1686, óleo sobre lienzo, 138 x 105 cm, colección particular.

Simón Vicente (Madrid, c. 1640-Toledo, 1692) fue un pintor barroco español activo en Toledo, con obra al óleo y al temple. 

## Biografía y obra
Hijo del también pintor Miguel Vicente, natural de Elche, y de Margarita de Savariego, originaria del lugar de Saviote en la actual provincia de Zaragoza, según la declaración del propio pintor en sus capitulaciones matrimoniales, nació en Madrid hacia 1640 y se trasladó con su familia a Toledo en 1648. En mayo de 1658 casó con María Bautista. Es probable que desde esa fecha trabajase ya como maestro independiente pero el primer trabajo documentado, la limpieza y aderezo del lienzo de la Anunciación y otras pinturas del claustro de la catedral, data de 1661. Aunque no volvió a trabajar para la catedral Primada, son numerosos los encargos documentados a partir de esa fecha para las diversas iglesias toledanas, comenzando con las pinturas del coro bajo de San Juan de los Reyes que contrató en 1662 por valor de 4500 reales.
De 1663 a 1670 trabajó en compañía de Nicolás Latras en la decoración del camarín de la Virgen de la Esperanza en la parroquia mozárabe de San Lucas y en la capilla del Santo Cristo de Pradillo, con otros trabajos menores. Ya en solitario trabajó para el regidor Francisco Sanz Tenorio y para la iglesia de Santo Tomé, en la que en 1673 se ocupó de la limpieza del cuadro de El entierro del conde de Orgaz.  En 1675 firmó uno de los cuadros del retablo mayor de la iglesia de San Juan Bautista de Los Yébenes, obra del arquitecto Juan Gómez Lobo. Hay constancia también de que en las últimas semanas de 1679, con los escultores toledanos Ignacio Alonso y Juan Pablo de Estrada, se encargó de las veinticinco estatuas que decoraron el arco alzado en Madrid en el Prado Viejo de San Jerónimo con motivo de la entrada en Madrid de la reina María Luisa de Orleans, en el que la decoración pictórica correspondió a Claudio Coello, y es posible que por tal motivo pasase en Madrid algunos meses.
Tras enviudar, en agosto de 1682, en diciembre del mismo año contrajo segundas nupcias con doña Mariana de Torres Monjón y Silíceo; las capitulaciones matrimoniales indican que el pintor gozaba de una holgada posición económica que el matrimonio con dama de cierta alcurnia venía a reforzar. De estos años son algunos otros contratos –retablos del convento de bernardas de Yepes y de la parroquial de La Calzada de Oropesa- y cierto número de obras firmadas, entre ellas la Virgen del Sagrario de la ermita de Nuestra Señora del Mirón de Soria, fechada en 1685, según un modelo que repetiría en otras ocasiones, con la reproducción de la imagen de talla de la patrona toledana en su trono, engalanada y alhajada, con cuidadosa atención a los detalles de naturaleza muerta.
Al margen de las obras documentadas para la iglesia, en parte conservadas, consta su dedicación a la pintura de batallas por el contrato que en 1685 firmó con Gabriel de la Puebla, maestro del arte de la seda, por el que se comprometía a hacerle una pintura de la Virgen del Sagrario y seis cuadros de batallas, conforme las que tiene el jurado Antonio Martínez de mano del pintor. En el inventario de los bienes dejados a su muerte se mencionaban además retratos, entre otros de los reyes, de un húngaro y de una comedianta; paisajes de arboledas, monterías y un Auto de fe solo bosquejado de lo que nada se conoce.